# Guilgal
Guilgal, Gilgal o Ghilgal (en hebreo גִּלְגָּל (gilgāl)) es el nombre de varios lugares mencionados en la Tora. Este nombre es llevado por al menos tres sitios diferentes. En el libro de Josué, los israelitas acampan en Guilgal después de cruzar el río Jordán en el área de Jericó. Guilgal probablemente significa "círculo (de piedra)", de la raíz gll "rodar". Este nombre indica la presencia de un antiguo sitio sagrado donde se erigieron círculos de piedra.

## Historia
En la Tora, el Guilgal es el sitio donde los israelitas establecieron su primer campamento después de entrar en la Tierra de Israel. El pueblo estableció entonces su campamento en Guilgal, "al este de Jericó". Josué erige doce piedras del río Jordán que los Hijos de Israel cruzaron con el pie seco. Los israelitas celebran el primer Pésaj (Pascua) en la Tierra de Israel. La generación nacida en el desierto está circuncidada allí. El campamento sirvió como base para las campañas de Josué en Canaán. El sitio continúa siendo mencionado en el libro de Samuel que fue allí cada año como en Bethel y Mizpa para hacer justicia. Guilgal es uno de los santuarios del territorio de Efraín, junto con Shilo y Betel. Cuando se formó el primer reino israelita, centrado en los territorios de Efraín y Benjamín, el libro de Samuel indica que fue en Guilgal donde Saúl fue coronado rey. El culto que continuó practicándose allí durante la monarquía israelita atrajo críticas de los profetas Oseas y Amós. El sitio puede haber sido llamado Beth Guilgal durante el período del Segundo Templo.
El mapa de Madaba muestra una iglesia que incluye las doce piedras. El sitio de Guilgal no está identificado. Tell en-Nitla parece encajar en la descripción, pero las excavaciones arqueológicas no indicaron una ocupación antes del período bizantino. Puede corresponder al Palacio de Hisham.

## Lugares llamados Guilgal en la Biblia[editar]
Hay que distinguir por lo menos 3 Gilgal:
Círculo De Piedras, rodar, y oprobio en Jos. 4:20. Lugar de encuentro entre Elías y Eliseo. (1 S. 7:16; 2 R 2:21)
- 1. Lugar del 1.er campamento de Israel después del cruce del río Jordán, y punto de partida para las varias campañas militares bajo Josué (Jos. 4:19-24; 5:10; 10:6, 7, 15, 43). Parece que en ese lugar se edificó un pueblo, que estaba en el límite norte de Judá (15:7; en 18:17 se llama Gelilot*). Samuel incluyó ese lugar en su circuito anual y para ofrecer sacrificios (1 S. 7:16), y Saúl lo usó como lugar de encuentro de los israelitas para la batalla contra los filisteos; allí, en imprudente apresuramiento, Saúl ofreció sacrificios, y por eso Samuel le dijo que no sería el fundador de una dinastía (1S. 13:4-15). También allí, después de la batalla contra los amalecitas, Saúl se encontró con Samuel, que le dijo que había perdido su derecho al trono por no haber cumplido cabalmente las instrucciones de Dios 495 (15:20-23; 16:14). Cuando David volvió de Transjordania, después de la derrota de la rebelión de Absalón, los representantes de la tribu de Judá vinieron a Gilgal a recibirlo y acompañarlo en el cruce del Jordán en gesto de bienvenida a casa (2 S. 19:15, 40). Más tarde Gilgal fue un lugar de culto idolátrico, por lo cual fue denunciado como sitio perverso (Os. 4:15; 9:15; 12:11; Am. 4:4; 5:5). La última vez que se lo menciona es en Neh. 12:29, por lo que fue reocupada después del exilio babilónico. Su lugar aún no ha sido identificado con certeza. Los árabes modernos dan el nombre de Jiljûlieh (en el que se conserva el de "Gilgal") a en-Nitleh (a unos 3,75 km al sudeste de la antigua Jericó), pero este sitio no muestra restos arqueológicos que se remonten al período del éxodo. Sin embargo, esos restos han sido hallados en un tell sin nombre, próximo y un poco al norte de Khirbet el-Mefjer (a unos 3 km al noreste de la antigua Jericó) y en Suww~net eth-Than§ya, al este de Khirbet el-Mefjer. Varios eruditos están inclinados a identificar uno de esos 2 lugares con Gilgal. Mapa VI, E-4. Bib.: B. M. Bennett, PEQ 104 [1972]:110-122.

- 2. Ciudad cananea, mencionada después de Dor en Jos. 12:23. Estaba en la llanura de Sarón, de acuerdo con el contexto. Ha sido identificada con Jiljûlieh, a unos 22 km al noroeste de Jafa. La BJ, siguiendo a la LXX, dice "Galilea" en vez de Gilgal. Mapa VI, D-2.

- 3. Lugar desde el cual Elías y Eliseo salieron para su último viaje juntos antes de la traslación del primero. Como descendieron de Gilgal a Betel, el Gilgal del Jordán no puede ser este (2 R. 2:1, 2). El sitio ha sido identificado con Jiljilia, a unos 11 km al noroeste de Betel. No se sabe si el Gilgal de 4:38 es este o el considerado bajo 1.

## Época moderna
Este lugar es una aldea que se encuentra cerca de Baitin, la bíblica Betel.
- Datos: Q2289734
- Multimedia: Gilgal archaeological sites / Q2289734